# Frk. Studenten
Frk. Studenten er en dansk stumfilm fra 1913, der er instrueret af Sofus Wolder efter manuskript af Harriet Bloch.

## Handling
Denne artikel mangler et handlingsreferat. Hjælp os med at skrive det.

## Medvirkende
- Else Frölich - Ruth, Frk. Studenten
- Emilie Otterdahl - Doris, Ruths søster
- Johannes Ring - Etatsråden, Ruth og Doris' far
- Carl Alstrup - Carl Grove, en ung ingeniør
- Waldemar Hansen
- Svend Bille
- Alma Hinding
- Christian Lange
- Oluf Billesborg
- Franz Skondrup
- Paula Ruff
- Vera Esbøll
- Ingeborg Bruhn Bertelsen
- Holger Syndergaard
- Ingeborg Jensen